# Модриште
Модриште (мкд. Модриште) је насеље у Северној Македонији, у средишњем делу државе. Модриште припада општини Македонски Брод.

## Географија
Насеље Модриште је смештено у средишњем делу Северне Македоније. Од седишта општине, градића Македонски Брод, насеље је удаљено 20 km северно.
Рељеф: Модриште се налази у области Порече, која обухвата средишњи део слика реке Треске. Дато подручје је изразито планинско. Село се налази у долини реке Треске. Источно од насеља уздиже се планина Даутица, а западно планина Песјак. Надморска висина насеља је приближно 490 метара.
Клима у насељу је континентална.

## Историја
Почетком 20. века, као и Порече, становништво Модришта је било наклоњено српској народној замисли, па се месно становништво у изјашњавало Србима.

## Становништво
По попису становништва из 2002. године, Модриште је имало 39 становника.
Претежно становништво у насељу су етнички Македонци (98% према последњем попису). Остало су Срби.
Већинска вероисповест у насељу је православље.

## Збирка слика
- Црква Св. Атанасија у Модришту
- Детаљ из средишта села
- Улазак у Модриште
- Стара кућа у Модришту